# Lenguas mao
Las lenguas mao son un subgrupo filogenético de las lenguas omóticas. La lista de lenguas mao, todas ellas habladas en Etiopía, incluye:
- Bambasi hablado en el woreda (distrito) de Bambasi en la región de Benishangul-Gumuz.
- Hozo-Seze (a veces llamado como 'Mao de Begi') hablado en los alrededores de Begi en el área de Welega occidental (Mirab Welega) en la región de Oromia.
- Ganza, que se habla al sur de Bambasi en el área de Asosa de Benishangul-Gumuz y junto al dominio occidental del hozo-seze.

Se estima que existe unos 5000 hablantes de bambasi, unos 3000 de la variedad hozo y otros 3000 de la variedad de seze y unos pocos centenares de hablantes de ganza. Por causa de diversos incidentes violentes unos pocos miles de hablantes de bambassi se establecieron en el valle del río Didessa y el distrito de Belo Jegonfoy. Gran parte de Welega occidental fue en un tiempo dominio lingüístico de las lenguas mao, pero estas lenguas han ido perdiendo progresivamente hablantes frente al oromo.

## Comparación léxica
Los numerales para diferentes lenguas mao son:
| GLOSA | Bambassi | Ganza     | Hozo    | Seze    | PROTO- MAO |
| ----- | -------- | --------- | ------- | ------- | ---------- |
| 1     | hishkì   | ʔíʃkúwéːn | ʔónnà   | ʔìʃílè  | *ʔiʃko     |
| 2     | numbo    | mámbùʔ    | dòmbó   | nòmbé   | *dambu     |
| 3     | teːzè    | tíːzìʔ    | sìjázì  | sììzé   | *          |
| 4     | mesʼe    | másʼsʼìʔ  | bétsʼì  | besʼsʼé | *meʦʼi     |
| 5     | kʼwíssí  | k’wíssíʔ  | kwítsʼì | kʼwíssé | *kwíʦʼi    |
| 6     | kyaːnsè  | ʔíʃkípín  | 5 + 1   | 5 + 1   | *5+1       |
| 7     | kúlùmbò  | mámpín    | 5 + 2   | 5 + 2   | *5 + 2     |
| 8     | kúteːzé  | wóp’ò     | 5 + 3   | 5 + 3   | *5 + 3     |
| 9     | kúsmésʼe | ʃéléʔ     | 5 + 4   | 5 + 4   | *5 + 4     |
| 10    | kúːsú    | kónsóbàːʔ | pʼóʃì   | kúːsé   | *kunsu     |